# Fifth Angel
Fifth Angel is een Amerikaanse heavy metal band uit Bellevue (Washington).

## Bezetting
Huidige leden
- Ed Archer (gitaar, 1983–1989, 2010, 2017, 2018–heden)
- Ken Mary (drums, 1983–1989, 2017–heden)
- John Macko (basgitaar, 1986–1989, 2010, 2017–heden)
- Ethan Brosh (gitaar, 2019-heden)
- Steven Carlson (zang, 2019-heden)

Voormalige leden
- Ted Pilot (zang, 1983–1989)
- James Byrd (gitaar, 1983–1987)
- Kendall Bechtel (gitaar, 1987–1989, 2010, 2017–2019), (zang, 2017–2019)
- Kenny Ray (basgitaar, 1983-1985)
- Richard Stuverud (drums, 1989)
- Peter Orullian (zang, 2010, 2017)
- Jeffrey McCormack (drums, 2010, 2017)

## Geschiedenis
Fifth Angel werd in 1983 geformeerd in de buitenwijken van Seattle, met name in het Bellevue-gebied. De eerste bezetting van de band bestond uit Ted Pilot (zang), James Byrd (leadgitaar), Ed Archer (slaggitaar), Ken Mary (drums) en Kenny Kay (bas). Deze bezetting ging eind 1983 de studio van Steve Lawson Productions in met Terry Date als producent/technicus en nam een demo met vier nummers op die bestond uit Fade to Flames, Fifth Angel, In the Fallout en Wings of Destiny. Shrapnel Records contracteerde hen in 1985 en financierde de opname van nog vijf nummers om een titelloos album te voltooien, dat uiteindelijk in 1986 verscheen. Kenny Kay verliet de band in 1987 en werd vervangen door John Macko. De band tekende in 1988 een major label deal met Epic Records en het debuutalbum werd opnieuw uitgebracht. Toen de band zich voorbereidde om een tweede album op te nemen, verloren ze de oprichtende gitarist James Byrd. Kendall Bechtel werd gehaald als zijn vervanger. In 1989 verscheen het vervolgopname Time Will Tell, maar de band had zijn labelondersteuning verloren en de leden gingen in 1990 hun eigen weg.
Hoewel tijdens de jaren 2000 veel geruchten de ronde deden over een reünie, gebeurde het uiteindelijk in 2009. Ed Archer, John Macko en Kendall Bechtel werden vergezeld door drummer Jeffrey McCormack en in 2010 speelde de band zijn eerste liveshow in zijn geschiedenis tijdens het Keep it True Festival, met gastzanger Peter Orullian (ex-Heir Apparent). McCormack verliet de band in 2011, samen met de aangekondigde zanger David Fefolt (de laatste trad op bij enkele demo's, maar trad nooit live op en nam officieel niet op met de band). In 2017 was Fifth Angel weer actief. De oorspronkelijke drummer Ken Mary voegde zich weer bij de band en zanger Peter Orullian keerde terug om te zingen voor enkele verbintenissen in 2017. De band boekte twee shows voor het jaar: 22 april 2017 in El Corazon in Seattle en het Keep it True Festival in Duitsland op 29 april 2017. De band had ook een enorme reeks demo's waar ze aan wilden werken, na het Keep It True Festival, in de hoop eindelijk een nieuwe plaat samen te stellen. Hun derde album The Third Secret werd op 26 oktober 2018 uitgebracht bij Nuclear Blast.

## Discografie
- 1986: Fifth Angel (Shrapnel Records; opnieuw uitgebracht bij Epic Records, 1988)
- 1989: Time Will Tell (Epic Records)
- 2018: The Third Secret (Nuclear Blast)